# Nounsley
Nounsley är en by i Essex i England. Byn ligger 9,2 km från Chelmsford. Orten har 718 invånare (2015).